# زلنیکا (روستای بلغارستان)
زلنیکا (به بلغاری: Zelenika) روستایی در بلغارستان است که در تریاونا واقع شده‌است.